# Stalled
Pour plus de détails, voir Fiche technique et Distribution.
Stalled, signifiant en anglais « coincé », est un film d'horreur anglais sorti en 2013, réalisé par Christian James (en) et scénarisé par Dan Palmer. Produit par Richard Kerrigan et Daniel Pickering, le casting du film comprend Mark Holden, Antonia Bernath, Dan Palmer, Chris R Wright, Marcus Kelly, et Russell Biles. Le film a été tourné en langue anglaise.

## Synopsis
Le soir de Noël, WC, un agent d'entretien des bureaux qui vit encore chez sa mère sera bientôt licencié. Il doit travailler le soir de Noël pendant que ses collègues fêtent un gala au dernier étage d’un immeuble de sa grande entreprise. Il va réparer un haut-parleur qui ne fonctionne pas dans les toilettes pour dames. Pris d'une envie de faire ses besoins, il entre dans une cabine pour se soulager. Deux femmes entrent à leur tour dans les toilettes et sont interrompues par un homme. Puis l'une d'elles qui est une zombie, dévore l'autre.
WC reste caché dans sa cabine pour éviter d'être mangé. Heather, une de ses collègues arrive et se réfugie à son tour. Mais sa voisine d’infortune se fait dévorer par les zombies. WC s’enroule tout le corps de papier-toilette, sort de sa cabine, parvient à traverser le groupe de zombies et à sortir des toilettes. Il croise dans l’ascenseur Evie, une collègue qui se dirige vers les toilettes. WC sort de l’immeuble et entre dans une cabine téléphonique. Pendant qu’il téléphone à sa mère, la cabine se trouve assaillie par des centaines de zombies.

## Fiche technique
- Scénario : Dan Palmer
- Photographie : Sashi Kissoon
- Musique : Adam Langston
- Durée : 84 minutes
- Pays :  Royaume-Uni

## Distribution
- Dan Palmer : W.C. le personnage principal
- Antonia Bernath : Heather
- Tamaryn Payne (en) : Evie
- Mark Holden (en) : Jeff de l’informatique
- Giles Alderson : Nick Shanks
- Sarah Suzanne Biggins : Debbie
- Victoria Broom : Holly
- Marcus Kelly (en) : Charlie
- Victoria Eldon : Samantha
- Chris R. Wright : Mikey
- Rick Edwards (en) :Voix de l’operateur radio
- Russell Biles : Mr. Armitage